# Српске народне рукотворине
Српске народне рукотворине обухватају предмете који се традиционално производе у оквиру српских домаћинстава, ради личног коришћења као и трговине.
То се односи на народне ношње, традиционалне капе, друге личне предмете, торбе, ћилиме, тепихе, чутуре, судове за вино и ракију, предмете од грнчарије (попут злакуске лончарије) и друго.
До 19. вијека рукотворине су махом радиле жене као и специјакизоване градске занатлије. Народне рукотворине су се традиционалне производиле од природних материјала, вуне, лана, конопље и коже.
Данас се српске народне рукотворине комерцијално продају и такође представљају извозни производ и у одређеним случајевима бренд Србије.